# Насиршелал, Наваб
Наваб Насиршелал (перс. نواب نصیرشلال‎, род. 1 апреля 1989, Ахваз) — иранский тяжелоатлет, чемпион Азии, чемпион Олимпийских игр (2012).

## Карьера
Родился в Ахвазе, вырос в Месджеде-Солеймане, где его отец работал в нефтедобыче. Под руководством отца с 15 лет занялся тяжёлой атлетикой. В 2007 и 2008 годах завоёвывал бронзовые медали чемпионата мира среди юниоров. На чемпионате Азии 2007 года занял 3-е место в рывке, но в толчке стал 6-м, и по сумме оказался 4-м. На чемпионате Азии 2009 года стал 5-м в рывке и 2-м в толчке, и по сумме завоевал бронзовую медаль. В 2012 году завоевал серебряную медаль Олимпийских игр в Лондоне, а на чемпионате Азии стал 1-м в рывке.
В 2019 году после дисквалификации украинца Алексея Торохтия, к иранцу перешла золотая медаль летних Олимпийских игр 2012 года.
4 декабря 2019 года IWF официально аннулировала все титулы казахстанского штангиста Владимира Седова с 2008 по 2016 годы и к иранскому атлету перешла серебряная медаль чемпионата Азии 2009.